# Norbert Erdős
Norbert Erdős (* 25. Oktober 1972 in Orosháza) ist ein ungarischer Politiker der Partei Fidesz – Ungarischer Bürgerbund.

## Leben
Erdös ist seit 2014 Abgeordneter im Europäischen Parlament. Dort ist er Mitglied im Ausschuss für Landwirtschaft und ländliche Entwicklung und in der Delegation für die Beziehungen zu den Ländern Südostasiens und der Vereinigung südostasiatischer Staaten (ASEAN).